# Stéphane Viry
Pour les articles homonymes, voir Viry.
Stéphane Viry, né le 14 octobre 1969 à Épinal (Vosges), est un homme politique français.
Ancien membre des Républicains, il est élu député dans la 1re circonscription des Vosges lors des élections législatives de 2017, réélu en 2022 et 2024. Il siège au sein du groupe LR jusqu'en 2024 puis au sein du groupe LIOT et est membre de la commission des Affaires sociales de l'Assemblée nationale.

## Biographie
Stéphane Viry entre au conseil municipal d'Épinal en 1989, à l'âge de 19 ans, sur la liste de Philippe Séguin. Il devient adjoint aux finances après les élections de 1995, puis premier adjoint lorsque Michel Heinrich devient maire de la ville en 1997,. Il quitte la politique en 2001 pour se consacrer à son métier d'avocat. De 2007 à 2013, il est également président du Stade athlétique spinalien.
Il retrouve la politique à lors des élections municipales de 2014. Il est élu conseiller municipal et communautaire sur la liste de Michel Heinrich. Le 1er janvier 2017, il devient vice-président de communauté d'agglomération d'Épinal.
Lors des élections législatives de 2017, il est élu député dans la première circonscription des Vosges avec 53,12 % des suffrages face à Alisson Hamelin, candidate de La République en marche.
Il est référent du groupe LR sur le projet de réforme des retraites, et travaille depuis sur les questions d’emploi et de protection sociale : il préside notamment la mission d’information commune sur la conditionnalité des aides publiques.
Pour l'élection présidentielle de 2022, il soutient Xavier Bertrand, qu'il a rencontré par l'intermédiaire de Julien Dive.
Lors des élections législatives de 2022, il est réélu député avec 67,23 % des suffrages face à Emmie Moons, candidate du Rassemblement national.
Pour le congrès des Républicains de 2022, il soutient Aurélien Pradié.
À l'Assemblée nationale, il est responsable du texte de LR pour le projet de réforme des retraites, en binôme avec Thibault Bazin.
Il publie en 2023, avec d'autres députés LR, une tribune dans Le Figaro appelant LR et le parti présidentiel Renaissance à former une coalition gouvernementale.
Après la dissolution de l'Assemblée nationale le 9 juin 2024, il se représente aux législatives. Il précise qu’il ne sollicitera pas l’investiture LR, afin de confirmer son rejet de toute idée d’union avec le Rassemblement national. Il est réélu au second tour avec 58,78 % des suffrages exprimés face au candidat du Rassemblement national Pierre François qui recueille 41,27 % des suffrages exprimés.

## Élections législatives
| Année | Liste | Région                          | 1er tour | 1er tour | 1er tour | 2nd tour | 2nd tour | 2nd tour | Opposant | Opposant |
| Année | Liste | Région                          | Voix     | %        | Rang     | Voix     | %        | Rang     | Liste    | %        |
| ----- | ----- | ------------------------------- | -------- | -------- | -------- | -------- | -------- | -------- | -------- | -------- |
| 2017  | LR    | 1ère Circonscription des Vosges | 9 646    | 26,04    | 2nd      | 16 340   | 53,12    | Élu      | RN       | 46,88    |
| 2022  | LR    | 1ère Circonscription des Vosges | 13 275   | 37,21    | 1er      | 21 445   | 67,23    | Élu      | RN       | 32,77    |
| 2024  | DVD   | 1ère Circonscription des Vosges | 5 700    | 44,83    | 1er      | 8 900    | 70,32    | Élu      | RN       | 29,68    |